# Стеценко Дмитро Олександрович
Дмитро Олександрович Стеценко (нар. 6 листопада 1987, Первомайськ, Миколаївська область) — народний депутат України.

## Біографія
Закінчив Національний університет державної податкової служби України, спеціальність «Правознавство» (2010).
На позачергових виборах до Верховної Ради 2014 року включений у виборчий список партії «Народний фронт» під № 70.
З 4 грудня 2014 р. — Народний депутат України VIII скликання.
Член Комітету Верховної Ради України з питань свободи слова та інформаційної політики, голова підкомітету з питань телебачення та радіомовлення, друкованих засобів масової інформації, інформаційних агентств та Інтернету.
Проживає в селі Петропавлівська Борщагівка Києво-Святошинського району Київської області. Член політичної партії «Народний фронт».

## Парламентська діяльність
Був одним з 59 депутатів, що підписали подання, на підставі якого Конституційний суд України скасував статтю Кримінального колексу України про незаконне збагачення, що зобов'язувала держслужбовців давати пояснення про джерела їх доходів і доходів членів їх сімей. Кримінальну відповідальність за незаконне збагачення в Україні запровадили у 2015 році. Це було однією з вимог ЄС на виконання Плану дій з візової лібералізації, а також одним із зобов'язань України перед МВФ, закріпленим меморандумом.

## Скандали
Стеценко не раз був помічений в порушенні законодавства, а саме кнопкодавстві.
Стеценко став один з народних обранців, які ініціювали скасування 368-2 статті Кримінального кодексу. Вона передбачала кримінальну відповідальність за незаконне збагачення держслужбовців.

## Особисте життя
Одружений.